# استیروپ
استیروپ (به هلندی: Stierop) یک منطقهٔ مسکونی در هلند است که در کاستریکوم واقع شده‌است.